# Museu Literari Estonià
El Museu Literari Estonià (ELM; estonià: Eesti Kirjandusmuuseum), és un institut nacional de recerca del Ministeri d'Educació i Recerca de la República d'Estònia. La seva missió és millorar el patrimoni cultural d'Estònia, recollir, preservar, investigar i publicar els resultats. L'actual cap del Museu Literari d'Estònia és Piret Voolaid.

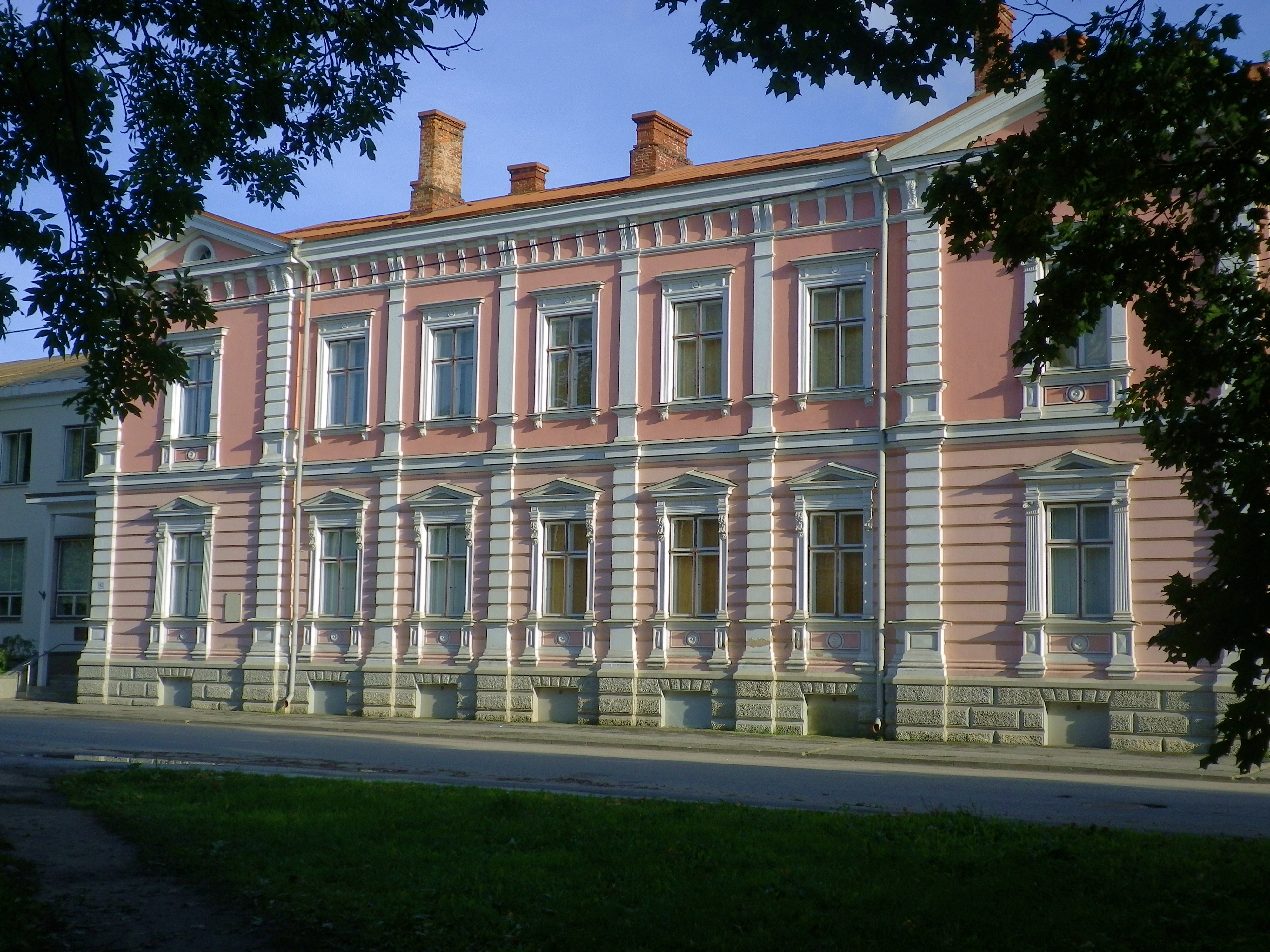
Edifici del Museu Literari Estonià a Tartu, Vanemuise 42

## Estructura

ELM del carrer Pepleri (2017). Foto: Alar Madisson (ELM).

El Museu Literari Estonià funciona com una institució integrada que consta de quatre departaments:
1. Biblioteca d'arxius del Museu Literari d'Estònia, fundada l'any 1909 amb 10.000 volums en llengua estoniana, actualment té un fons de 809.000 obres de llibres i publicacions periòdiques en altres idiomes, així com fulletons i mapes.
2. Arxius de folklore d'Estònia del Museu Literari d'Estònia, fundat el 1927. Explora els costums, les danses populars, les cançons i el text, etc. La col·lecció cobreix particularment el folklore estonià, però també el folklore dels pobles finno-ougris, alemanys bàltics, russos, jueus i altres grups ètnics.
3. Arxius d'Història Cultural d'Estònia del Museu Literari d'Estònia, creat el 1929. Combina les col·leccions anteriors de societats acadèmiques com ara Estonian Literary Society, Estonian Learned Society, Academic History Society i moltes altres. La col·lecció més gran conté manuscrits i monografies, seguits dels de fotos, art, pel·lícules i àudio.
4. Departament de Folklorística del Museu Literari Estonià, fundat el 1947. Publica revistes acadèmiques i altres sèries de publicacions de folklore, i manté el servidor web dels folkloristes d'Estònia www.folklore.ee.

A banda del negoci específic de les divisions, també organitzen exposicions i campanyes, reunions tècniques, conferències i seminaris diversos.

## Història

ELM després de la renovació de 2017 (2017). Foto: Alar Madisson (ELM).

La història del Museu Literari Estonià va començar l'any 1909 amb la fundació del Museu Nacional d'Estònia i la Biblioteca d'Arxiu a Tartu. L'any 1924, el Museu Nacional d'Estònia va comprar una casa privada al carrer Aia (ara Vanemuise) per arxivar materials d'arxiu. S'hi van col·locar les col·leccions de la Biblioteca d'Arxius, així com les dels posteriors arxius de folklore i història cultural. Actualment és l'edifici principal del Museu Literari Estonià, al qual s'hi han afegit tres ampliacions.
Durant la Segona Guerra Mundial, l'institut es va dividir en dos museus estatals d'etnografia i literatura. L'any 1946 es van tornar a combinar els museus. A partir de l'any 1957, el Museu Literari ha celebrat una conferència de dos dies sobre literatura i folklore cada desembre, els anomenats Dies Kreutzwald per recordar (Friedrich Reinhold Kreutzwald és un important escriptor estonià). Uns anys després de la restauració de la independència el 1995, el museu va recuperar el seu nom anterior i va ampliar la publicació del seu almanac anual a articles, textos de fonts primàries i investigacions.

## Bases de dades
Hi ha unes 50 bases de dades al Museu Literari d'Estònia. La majoria d'ells són bases de dades especialitzades, per exemple, la base de dades de grafits, la base de dades Estonian Runic Songs i una base de dades en anglès: els Estonian Droodles. Algunes de les bases de dades tenen una opció per utilitzar-les en anglès. El 2016, el Museu Literari d'Estònia tenia 65 TB de dades a les seves bases de dades digitals, que es preveu augmentar fins a 130 TB en el curs del projecte Desenvolupament del Museu Literari d'Estònia a un Centre Internacional d'Humanitats Digitals per al 2020. Les bases de dades són molt diferents en mida i solucions tècniques, a més, es creen en moments molt diferents: des dels anys 90 fins a l'actualitat. Per exemple, l'any 2002 es va posar en marxa la base de dades Bibliografia analítica del periodisme estonià. Les bases de dades van des de publicacions web senzilles fins a bases de dades estructurades més complexes, com ara el segle de Kreutzwald. El contingut es pot donar tant en format digitalitzat com de text, així com imatges, so i vídeos, acompanyats de metadades exhaustives, com ara el temps, el lloc, el creador, etc. També s'ha posat en marxa un projecte per publicar els materials de bases de dades i altres col·leccions a la pàgina Meta-Share, que ja inclou els textos 1001 jocs infantils de l'any 1935.

## Directors
- 1940–1945 Mart Lepik (novembre de 1940 – 19 de febrer de 1945)
- 1945 Richard Viidalepp
- 1945–1951 Alice Habermann (15 de setembre de 1945 - 22 de febrer de 1951) 1951-1952 El 1951-1952 es va intentar fusionar el Museu Literari amb l'Institut de Llengua i Literatura, i el director va ser Heinrich Tobias, director de l'Institut de Llengua i Literatura (22 de febrer de 1951 - 1 d'agost de 1952)
- 1952–1954 Salme Lõhmus (1 d'agost de 1952 - 3 de març de 1954)
- 1954–1989 Eduard Ertis (24 de febrer de 1954 - 20 de desembre de 1989)
- 1990-1993 Peeter Olesk (20 de desembre de 1989-1993)
- 1993–1995 Rutt Hinrikus (octubre de 1993 – març de 1995)
- 1995–2005 Krista Aru 2005–2015 Janika Kronberg (1 de juny de 2005 - 30 de juny de 2015)
- 2015–2020 Urmas Sutrop (1 de juliol de 2015 - 30 de juny de 2020)
- Des de l'1 de juliol de 2020, Martin Eessalu va ser el director en funcions L'1 de juny de 2021, Tõnis Lukas es va convertir en director Des del 18 de juliol de 2022, la directora de la Biblioteca d'Arxius, Merike Kiipus, va ser nomenada directora.
- L'1 de gener de 2023, Piret Voolaid es va convertir en director

### Kivike
La base de dades més central del Museu Literari d'Estònia és el dipòsit de fitxers Kivike. Recull dades de nombroses altres bases de dades especialitzades al Museu Literari d'Estònia, cosa que permet a l'usuari adquirir informació amb menys esforç. L'usuari pot accedir als materials del Museu Literari Estonià i fer consultes, així com demanar els materials dels arxius per a un posterior ús. Els materials de Kivike són gratuïts amb finalitats d'investigació i docència. Fins ara, hi ha 335.668 articles (34 TB) a Kivike, una visió general més detallada es dona a la taula del lloc web de Kivike.

## Imatges de l'ELM

ELM Panorama (2017). Foto: Alar Madisson (ELM)

ELM (2017). Foto: Alar Madisson (ELM)

La Galeria de Vidre de l'ELM (2017). Foto: Alar Madisson (ELM)